# Wola (powiat kętrzyński)
Wola (niem. Dürwangen) – wieś w Polsce położona w województwie warmińsko-mazurskim, w powiecie kętrzyńskim, w gminie Reszel.
W latach 1975–1998 miejscowość należała administracyjnie do województwa olsztyńskiego.
Wieś znajduje się w historycznym regionie Warmia. Przez wieś przebiega droga wojewódzka nr 590.

## Historia
Na terenie wsi znaleziono odłupkę krzemienną i kościany grot harpuna z okresu mezolitu.
Wieś założona została w XVI wieku.
Po II wojnie światowej powstał tu PGR, który później wszedł w skład RZD Łężany. Prowadzono tu hodowlę owiec rasy czarnogłówka.
W roku 1955 Wola należała do gromady Samławki.